# Немыря, Григорий Михайлович
Григорий Михайлович Немыря (укр. Григорій Михайлович Немиря; род. 5 апреля 1960, Сталино) — украинский политик, историк, политолог. Первый заместитель главы парламентского комитета по вопросам внешней политики. Глава парламентского комитета по правам человека, Народный депутат Украины 5-го, 6-го и 7-го созывов, заместитель председателя ВО «Батькивщина». Вице-премьер-министр во втором правительстве Юлии Тимошенко (2007—2010).
Считается, что Немыря занимается в команде Тимошенко международными вопросами. Его называли «персональным министром иностранных дел Тимошенко» и «неофициальным послом Юлии Тимошенко и Батькивщины в Европейском союзе и США».

## Ранние годы и образование
Родился 5 апреля 1960 года в Сталино. В 1982 году окончил исторический факультет Донецкого государственного университета. С мая 1983 по декабрь 1984 года служил в армии.
С 1985 по 1988 год учился в аспирантуре Киевского государственного имени Тараса Шевченко. В 1988 году защитил диссертацию на тему «КПСС и разоружение: критический анализ советологических интерпретаций (вторая половина 70-х — 80-е годы)», получив степень кандидата исторических наук.

## Карьера
С 1988 по 1992 год Немыря был доцентом кафедры украинской истории и этнополитики Донецкого госуниверситета, вице-президентом региональной ассоциации молодых историков и политологов, в 1990—1991 году — доцентом Донецкой государственной академии управления.
В 1992 году основал и возглавил Центр политологических исследований при Донецком госуниверситете, которым руководил до 1996 года. В это же время, с 1993 по 1996 год, был докторантом Института социологии Национальной академии наук, стал организатором первой польско-украинской школы социологов. В 1996 году был доцентом кафедры политологии Донецкого госуниверситета.
С 1996 по 1998 год работал проректором Национального университета «Киево-Могилянская академия». С 1998 по 2008 год заведовал кафедрой европейской интеграции Национальной академии госуправления при Президенте Украины.
С 2001 по 2005 год занимал пост председателя правления Международного фонда «Возрождение», входящего в сеть фондов финансиста и филантропа Джорджа Сороса. Был директором Центра европейских и международных исследований Института международных отношений Киевского национального университета имени Тараса Шевченко, главным редактором журнала «Нова безпека». Преподавал в Институте политических исследований в Бордо, Колледже НАТО в Риме.
Немыря — член-корреспондент «Центра стратегических и международных исследований» (CSIS, Вашингтон), член «Международного института стратегических исследований» (IISS, Лондон) и совещательного совета по Центральной и Восточной Европе Freedom House.

## Политика

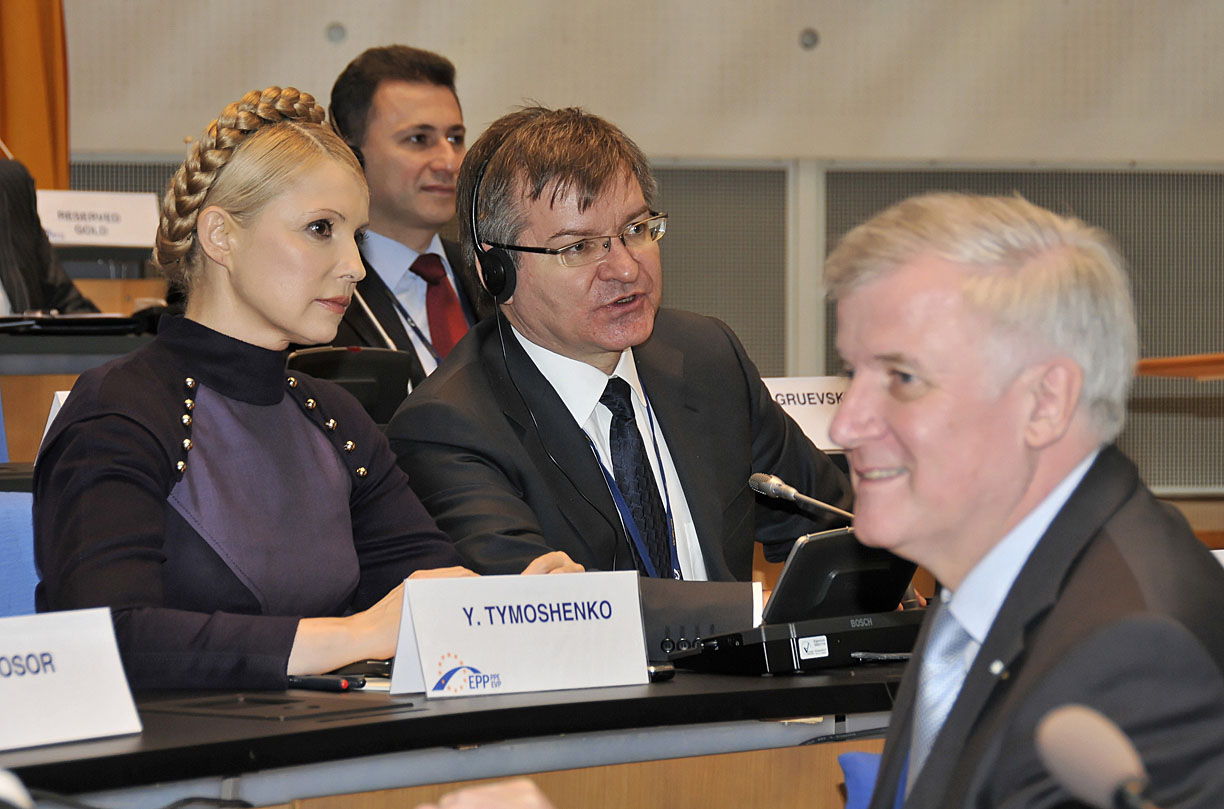
С Юлией Тимошенко на конгрессе ЕНП в Бонне в 2009 году

В марте 2006 года Немыря прошел в парламент V созыва по списку Блока Юлии Тимошенко. Занял пост главы подкомитета по вопросам евроинтеграции и евроатлантического сотрудничества Комитета Верховной рады по иностранным делам. Позже был избран заместителем главы парламентской фракции БЮТ. Выполнял роль советника Юлии Тимошенко по международным вопросам, при этом оставался беспартийным.
По итогам досрочных парламентских выборов осенью 2007 года стал народным депутатом Украины VI созыва. После формирования коалиции в составе НУНС и БЮТ получил портфель вице-премьер-министра по вопросам евроинтеграции. Утратил пост в 2010 году в связи с отставкой правительства Тимошенко после победы на президентских выборах Виктора Януковича.
Осенью 2012 года в Интернете появился сайт nemyrialeaks.com, на котором, по утверждению его авторов, были опубликованы копии документов с информацией о счетах, которыми Григорий Немыря на протяжении четырёх лет оплачивал из своих офшоров пиар-услуги британской компании Ridge Consulting. Как сообщалось, специалист по стратегическим коммуникациям компании Ridge Consulting Нил Петти подтвердил, что выполнял пиар-работу для партии «Батькивщина» в период до октября 2011 года, а также помогал партии на парламентских выборах 2012 года. Пресс-секретарь Немыри назвала появление сайта чёрным пиаром против оппозиции и лично Немыри.
В ноябре 2012 года Подольский районный суд Киева открыл производство по иску ассоциации «Украинский правозащитный альянс» к Григорию Немыре относительно непредоставления ответов на информационный запрос по услугам, которые предоставлялись ВО «Батькивщина» иностранными компаниями. В декабре суд обязал Немырю ответить на запросы ассоциации. В том же месяце заместитель генерального прокурора Украины Ренат Кузьмин заявил, что прокуратура начала проверку законности финансирования избирательных кампаний Блока Юлии Тимошенко с 2007 по 2010 год.
В декабре 2012 года Немыря в парламенте нового созыва возглавил Комитет по вопросам европейской интеграции.
В 2014—2019 годах — возглавлял парламентский Комитет по правам человека.
С сентября 2019 года — Первый заместитель главы парламентского комитета по вопросам внешней политики.

## Семья
Супруга — Людмила Немыря — телепродюсер, режиссёр, ведущая интернет-канала Ukrlife.tv. Сын Михаил (1997 г. р.). Дочь Мария (2008 г.р.).